# Горно-Трапе
Горно-Трапе (болг. Горно Трапе) — село в Болгарии. Находится в Ловечской области, входит в общину Троян. Население составляет 178 человек.

## Политическая ситуация
Горно-Трапе подчиняется непосредственно общине и не имеет своего кмета.
Кмет (мэр) общины Троян — Минко Цочев Акимов (Граждане за европейское развитие Болгарии (ГЕРБ)) по результатам выборов.